# Цензура на интернет
Цензурата на интернет (или интернет цензура) е контролът или потискането на съдържанието, което може да бъде публикувано или прегледано в интернет, чрез регулатори. Индивиди или организации също могат да се самоцензурират, поради морални, религиозни или бизнес причини или за да се приспособят към обществени норми, поради сплашване или страх от законови или други последствия.
Мащабът на интернет цензурата е различен от страна до страна. Докато повечето демократични страни имат умерена цензура на интернет, други държави стигат до там, че да ограничават достъпа на информация като новини и да потискат комуникацията между гражданите. Интернет цензура възниква и в отговор или в очакване на дадени събития като избори, протести и безредици. Други области на цензура включват авторски права, клевети, тормоз и неприлични материали.
Подкрепата и опозицията на цензурата на интернет също варира. В интернет проучване от 2012 г. 71% от отговорилите заявяват, че са съгласни, че „цензура трябва да съществува в някаква форма в интернет“. В същото проучване 83% от хората се съгласяват, че „достъпът до интернет трябва да се счита за основно човешко прави“, а 86% се съгласяват, че „свободата на словото трябва да е гарантирана в интернет“. Някои изследвания сочат, че над 400 милиона души по света ползват виртуални частни мрежи за заобикаляне на цензура или за повишаване на поверителността.

## Общ преглед
Много от предизвикателствата, свързани с цензурата на интернет, са подобни на тези при цензурата извън мрежата на по-традиционните средства за масова информация като вестници, списания, книги, музика, радио, телевизия и филми. Главната разлика е, че националните граници са по-пробиваеми в мрежата: жителите на страна, която забранява определена информация, могат да намерят въпросната информация в сайтове, които се намират извън страната. Така цензорите трябва да работят по прекъсването на достъпа до информация, дори и да нямат физически и законов контрол над въпросните сайтове. От своят страна това изисква употребата на методи за техническа цензура, които са уникални за интернет, като например блокиране на сайтове и филтриране на съдържанието.
Изгледите за приложимостта и ефективността на интернет цензурата еволюират успоредно с развиването на интернет и цензуриращите технологии:
- Статия за списание Тайм от 1993 г. цитира компютърния учен Джон Гилмор: „Мрежата интерпретира цензурата като повреда и маршрутизира около нея“.[4]
- През ноември 2007 г. „бащата на интернет“ Винт Сърф заявява, че гледа на правителствения контрол на интернет като на провал, тъй като мрежата е почти изцяло частна собственост.[5]
- Доклад от проучване, проведено през 2007 г. и публикувано през 2009 г., на Харвард заявява, че разработчиците на инструменти за преодоляване на цензурата най-вероятно ще изпреварват усилията за цензура на правителствата, но също и че под 2% от всички интернет потребители, намиращи се зад филтър, използват такива иснтрументи за заобикаляне.[6]
- От друга страна, доклад от 2011 г. на Оксфорд и публикуван от ЮНЕСКО гласи, че контролът на информация в интернет със сигурност е приложим и съответно технологичният напредък не гарантира по-голяма свобода на словото.[3]

Блокирането и филтрирането може да се основава на относително статични черни списъци или да е динамично базирано на изследване в реално време на информацията, която се обменя. Черните списъци могат да се създават ръчно или автоматично и често са недостъпни за хора, които не са клиенти на блокиращия софтуер. Блокирането и филтрирането може да бъде осъществено на централизирано национално ниво или на децентрализирано поднационално ниво или дори на институционално ниво, например в библиотеки, университети и компютърни зали. Цензурата може да варира и в самата държава, в зависимост от различните интернет доставчици. Държавите могат да филтрират определено съдържание постоянно и/или да въвеждат временно филтрирано по време на ключови периоди като избори. В някои случаи цензуриращите власти могат тайно да блокират съдържание, за да подведат обществото, че цензура не се упражнява. Това се постига чрез връщането на фалшива грешка 404, когато се направи опит да се посети блокиран уебсайт.
Освен ако цензура притежава пълен контрол над всичките компютри, свързани към интернет, като например в Северна Корея (която има само интранет, предоставящ местна свързаност) или Куба, пълно цензуриране на информация е много трудно или невъзможно за постигане, поради основната разпределена технология на интернет. Псевдонимността и децентрализираните хранилища на данни (като Freenet) защитават свободата на словото, използвайки технологии, които гарантират, че материалът не може да бъде премахнат и предотвратяват идентифицирането на авторите. Технологично информираните и способни потребители често могат да намерят начини да видят блокираното съдържание. Въпреки това, блокирането остава ефективен начин за ограничаване на чувствителна информация за повечето потребители, когато цензури като тези в Китай, могат да си позволяват да заделят значителни ресурси за построяване и поддържане на обширна и сложна система за цензуриране.
Терминът кибербалканизация понякога се използва за описване на въздействието на националните защитни стени.

## Методи за потискане на съдържанието

### Техническа цензура
Използват се различни методи за блокиране на определени сайтове или страници, включително DNS спуфинг, блокиране на достъп до IP-та, анализиране и филтриране на URL-и, инспектиране на пакети и нулиране на връзката.

#### Подходи
Съдържанието в интернет е обект на техническа цензура, която включва методи като:
- Блокиране на IP адреси: Достъпът до определени IP адреси е отказван. Ако целевият уебсайт се намира на споделен хостинг сървър, всички сайтове на сървъра ще бъдат блокирани. Това засяга IP-базирани протоколи като HTTP, FTP и POP. Типичен метод за заобикаляне на забраната е да се намери прокси сървър (сървър посредник), който има достъп до целевия уебсайт, макар прокситата често да биват блокирани, а някои сайтове (като Уикипедия в режим на редактиране) също да блокират проксита от своя страна. Някои големи уебсайтове като Гугъл заделят допълнителни IP адреси за заобикаляне на блокирания. Поради предизвикателствата на геолокацията, географското блокиране обикновено се постига чрез блокиране на IP адреси.
- DNS филтриране и пренасочване: Блокираните домейни не се преобразуват към IP-та или се връщат погрешни IP адреси чрез DNS отвличане (на английски: DNS hijacking) или други методи. Това засяга всички IP-базирани протоколи като HTTP, FTP и POP. Обичаен метод за заобикаляне е да се намери друг DNS сървър, който да преобразува имената правилно, но DNS сървърите също могат да са обект на блокиране. Друг начин за заобикаляне е да не се използва DNS, ако IP адресът може да се намери от друг източник и не е блокиран самият той. Примерите включват модифициране на hosts файла или изписване на IP адреса вместо домейна в браузъра.
- URL филтриране: URL низовете се сканират за целеви ключови думи независимост от домейна в URL-а. Това засяга HTTP протокола. Обичайните методи за заобикаляне включват екраниране на знаци в URL-a (на английски: escaping) или да се използват шифровани протоколи като VPN и TLS/SSL.
- Филтриране на пакети: Преустановяване на предаването на TCP пакети, когато се засече определен брой ключови думи. Това засяга всички TCP-базирани протоколи като HTTP, FTP и POP, но страниците за резултати от търсене най-често биват цензурирани. Обичайните методи за заобикаляне са да се използва шифрована връзка (VPN и TLS/SSL) или да се намалят максималните единици на предаване (MTU) или максималния размер на сегментите (MSS) с цел да се намали количеството съдържан текст в даден пакет.
- Нулиране на връзката: Ако предишна TCP връзка е блокирана от филтър, по-нататъшните опити за връзка от двете страни могат да бъдат блокирани от за определено време. В зависимост от мястото на блокиране, други потребители или сайтове също могат да бъдат блокирани, ако комуникацията се маршрутизира през блокираното място. Начин за заобикаляне на това е да се игнорира нулиращия пакет, изпратен от защитната стена.[10]
- Прекъсване на мрежата: Технически по-прост метод за цензура на интернет е напълно да се откъснат всички рутери, било то софтуерно или хардуерно (спиране на машини, измъкване на кабели). Смята се, че именно така е спрян интернета в Египет през януари 2011 г. по време на Революцията на младежта, което широко е описвано като „безпрецедентно“ блокиране.[11][12] Около 3500 BGP маршрута до египетските мрежи са затворени между 22:10 и 22:35 часа на 27 януари.[11] Това пълно блокиране е имплементирано, без да се откъсват големите междуконтинентални оптични връзки. Пълно блокиране е осъществено и в Мианмар през 2007 г.[13], в Либия през 2011 г.,[14] и Сирия по време на гражданската война. Метод за заобикаляне на такова блокиране е да се използва сателитен интернет доставчик.[15]
- Премахване на резултати от търсения: Големи портали, сред които търсачки, могат да изключват уебсайтове, които обикновено биха включвали. Това кара даден сайт да стане невидим за хора, които не знаят къде да го намерят. Когато голям портал постъпва така, ефектът е много подобен на цензура. Понякога това изключване се прави, за да се удовлетворят законови или други изкисвания, а в други случаи е чисто по желание на самия портал. Така например, немската и френската версии на Гугъл премахват неонацистки и други резултати, за да са отговарят на немските и френските закони.[16]
- Атаки на компютърни мрежи: Атаки за отказ на услуга и атаки, които заличават уебсайтовете на опозицията могат да доведат до същия резултат, като при останалите техники за блокиране, като предотвратяват или ограничават достъпа до определени сайтове или онлайн услуги, макар само за ограничен период от време. Тази техника може да се използва по време на подготовката за избори или друг важен период. Най-често не се използва от правителства, а от деятели, които искат да изкарат от строя определени услуги.[17]

Техниките за цензура обикновено довеждат до прекомерно или недостатъчно блокиране, тъй като често е невъзможно да се блокира точно целевото съдържание, без да се блокира друго позволено съдържание или да се позволи достъпа до целевото съдържание, като така се постига повече или по-малко от желаната защита. Пример за това е блокирането на IP адрес на сървър, на който се намират няколко уебсайта, което блокира достъпа до всичките сайтове, а не само на този, който се счита за неприемлив.

#### Употреба на комерсиален филтриращ софтуер
Според някои учени, компаниите в САЩ, Франция, Германия, Великобритания, Канада, ЮАР и Финландия отчасти са отговорни за увеличаващата се изтънченост на онлайн филтрирането на съдържание по света. Докато филтриращият софтуер, продаван от компании за интернет сигурност, главно се пласират при бизнеси и индивиди, които искат да защитят себе си и работниците си, те се използват и от правителства за блокиране на това, което считат за сензитивно съдържание.
Сред най-популярния софтуер за филтриране е SmartFilter, разработен от Secure Computing в Калифорния, който е купен от McAfee през 2008 г. SmartFilter се използва в Тунис, Саудитска Арабия, Судан, ОАЕ, Кувейт, Бахрейн, Иран и Оман, както и от САЩ и Великобритания. Мианмар и Йемен използват филтриращия софтуер Websense. Канадският комерсиален филтър Netsweeper се използва в Катар, ОАЕ и Йемен. Канадската организация CitizenLab докладва, че продуктите Sandvine и Procera се използват в Турция и Египет.
На 12 март 2013 г. в „Специален доклад за интернет надзор“, Репортери без граници споменават пет „корпоративни врага на интернет“: Amessy (Франция), Blue Coat Systems (САЩ), Gamma (Великобритания и Германия), Hacking Team (Италия) и Trovicor (Германия). Компаниите продават продукти, които са предразположени за използване от правителства за нарушаване на човешките права и свободата на информацията. От Репортери без граници съобщават, че списъкът не е пълен и че ще бъде разширяван в бъдеще.
В съдебен процес от май 2011 г. Cisco Systems е обвинена, че помага на китайското правителство да създаде защитна стена, позната като проект „Златен щит“, който да цензурира интернет и да следи дисидентите. От Cisco съобщават, че не са правили нищо особено за Китай. Cisco е обвинена и в това, че помага на китайското правителство да наблюдава и залавя членове на забранената група Фалун Гонг.
Много филтриращи програми позволяват блокирането да бъде конфигурирано на основа на различни категории и подкатегории, като например: аборти, материали за възрастни, реформаторски групи, наркотици, религия и т.н. Категориите за блокиране, които се използват от филтриращите програми, могат да съдържат грешки, което да доведе до неоснователно блокиране на уебсайтове. Блокирането на сайта DailyMotion в началото на 2007 г. от тунизийските власти се дължи на погрешното му категоризиране като порнографски сайт от софтуера SmartFilter. Първоначално се смята, че Тунис е блокирал DailyMotion, поради сатирични видеа относно нарушаването на човешките права в Тунис, но след като грешката е отстранена, сайтът постепенно е възстановен в Тунис.
Организации като Global Network Initiative, Electronic Frontier Foundation и Amnesty International успешно са лобирали някои доставчици (като Websense) да внесат промени по софтуера си, за да се ограничи бизнеса с репресивни правителства и да се образоват училищата, които без да искат са конфигурирали филтриращия си софтуер твърде строго. Въпреки това, регулациите и отговорността за употребата на комерсиални филтри често не съществуват, а надзорът на обществото и независимите групи е малък.

### Нетехническа цензура
Съдържанието в интернет може също да е обект на цензура, която е подобна на тази, използвана в традиционните медии. Например:
- Закони и регулации могат да забраняват определен вид съдържание и/или да изискват такова съдържание да се премахва или блокират проактивно или в отговор на заявка.
- Авторите и интернет доставчиците могат да получават формални и неформални заявки за премахване, промяна, отклоняване или блокиране на достъпа до определени сайтове или съдържание.
- Авторите могат да приемат подкупи, за да включат, премахнат или променят информацията, която публикуват.
- Авторите и интернет доставчиците могат да са обект на арест, наказателно преследване, глоби и затвор.
- Авторите и интернет доставчиците могат да са обект на граждански искове.
- Оборудването може да бъде конфискувано и/или унищожено.
- Нужните лицензи на авторите и интернет доставчиците могат да бъдат спрени или отнети.
- Авторите и интернет доставчиците могат да са обект на бойкот.
- Авторите и интернет доставчиците могат могат да са обект на заплахи, атаки или дори убийство.[31]
- Авторите и интернет доставчиците могат могат да бъдат заплашвани или в действителност да загубят работата си.
- На индивиди може да бъде плащано да пишат статии и коментари в подкрепа на определени позиции или да нападат позициите на опозицията, без да съобщават за платения си труд на читателите.[32]
- Цензорите могат да създават свои собствени онлайн публикации и сайтове, които да влияят на онлайн мненията.
- Достъпът до интернет може да е ограничен, поради ограничителни лицензионни политики или висока цена.
- Достъпът до интернет може да е ограничен, поради липса на нужна инфраструктура, било това нарочно или не.

## Заобикаляне
Заобикалянето на интернет цензурата е процес, който се използва основно от технологично образованите интернет потребители за обхождане на техническите аспекти на интернет филтрирането и за получаване на достъп до иначе цензурирани материали. Заобикалянето е присъщ проблем за тези, които искат да цензурират интернет, тъй като филтрирането и блокирането на практика не премахват съдържанието от интернет. Следователно, докато има поне една публично достъпна нецензурирана система, е възможно да се получи достъп до иначе цензуриран материал. Все пак, заобикалянето може да е непосилно за технически необразованите потребители, така че блокирането и филтрирането все още са ефективни методи за цензуриране на интернет за голям брой потребители.
Различни техники и ресурси се използват за обхождане на интернет цензурата, включително прокси сървъри, VPN и софтуерни инструменти за обход. Решенията имат различна трудност на употреба, скорост, сигурност и рискове. Повечето от тях разчитат на достъп до интернет връзка, която не е обект на филтриране, обикновено в юрисдикция, която не е подложена на същите цензуриращи закони. Според изследвания, над 400 милиона души по света използват виртуални частни мрежи за заобикаляне на цензурата или за повишено ниво на поверителност. По-голямата част от техниките за заобикаляне не са подходящи за ежедневна употреба.
Съществуват рискове при използването на софтуер за заобикаляне или други методи за обход на цензурата на интернет. В някои държави, индивиди, които получават достъп до иначе забранено съдържание, могат по този начин да нарушават закона и ако бъдат хванати могат да бъдат изгонени, уволнени, арестувани или да станат обект на друго наказание. През юни 2011 г. Ню Йорк Таймс докладват, че САЩ полага „глобални усилия за разгръщане на интернет в сянка и мобилни телефонни системи, които дисидентите могат да използват, за да подриват репресивните правителства, които искат да ги заглушат чрез цензура“.
Друг начин за заобикаляне на интернет цензурата е физически да се отиде в област, където интернет не е цензуриран. През 2017 г. т. нар. „интернет бежански лагер“ е основан от компютърни специалисти в селото Бонако, Камерун, където иначе интернет е редовно блокиран.

## Чести мишени
Съществуват няколко мотива или обосновки за интернет филтрирането: политика и власт, обществени норми и морал, съображения за сигурност. Защитаването на съществуващите икономически интереси е допълнителен зараждащ се мотив за интернет филтрирането. Освен това, мрежовите инструменти и приложения, които позволяват споделянето на информация, свързана с тези мотиви, също са обект на филтриране и блокиране. И докато има значителни разлики от държава до държава, блокирането на уебсайтове на местен език е грубо двойно повече от блокирането на уебсайтове на английски или други международни езици.

### Политика и власт
Цензурата, насочена към политическата опозиция на управляващото правителство, е често срещана при авторитарните и репресивни режими. Някои държави блокират уебсайтове, които се отнасят за религия и малцинствени групи, често когато тези движения представляват заплаха за управляващия режим.
Примери:
- Политически блогове и уебсайтове[38]
- Lèse-majesté сайтове със съдържание, което обижда достойнството или поставя под въпрос авторитета на управляващия суверен на държавата
- Сайтове на Фалун Гонг или тибетски групи в Китай или будистки или каодай сайтове във Виетнам
- Сайтове относно религиозното преминаване от ислям към християнство[8]
- Сайтове, критикуващи правителството или авторитета на държавата[39]
- Сайтове, коментиращи политически партии, които опониран на текущото правителство на страната[39]
- Сайтове, които обвиняват властите в корупция[39]
- Сайтове, коментиращи малцинствата или LGBT проблемите[39]

### Обществени норми
Общественото филтриране е цензура на теми, които се считат за противоположни на приетите обществени норми. В частност, цензурата на детска порнография и се радва на много широко разпространена обществена подкрепа и такова съдържание е обект на цензура и други забрани в повечето държави по света.
Примери:
- Сайтове, включващи език на омразата, подбуждащ към расизъм, сексизъм, хомофобия или други форми на фанатизъм
- Сайтове, които поощряват използването на наркотици
- Сайтове за секс, еротика, фетишизъм, проституция и порнография
- Сайтове за детска порнография и педофили
- Хазартни сайтове
- Сайтове, поощряващи или подбуждащи към насилие[39]
- Сайтове, поощряващи престъпна дейност[39]
- Комунистически символи и изображения в Полша, Украйна, Литва, Латвия, Молдова и Унгария
- Нацистки или подобни сайтове, особено във Франция и Германия[40]
- Сайтове, съдържащи богохулническо съдържание, особено, когато е насочено към мнозинство или религия, поддържана от правителството[39]
- Сайтове, съдържащи клеветническо съдържание[39]
- Сайтове, съдържащи политическа сатира[39]
- Сайтове, съдържащи информация относно обществени проблеми или онлайн протести, петиции и кампании[39]

### Съображения за сигурност
Много организации имплементират филтриране като част от стратегия за защита в дълбочина от малуер и за защита на репутацията си в случай, че техните мрежи се използват, например, за провеждане на сексуален тормоз. Интернет филтрирането, свързано със заплахи за националната сигурност, което е насочено към сайтове на бунтовници, екстремисти и терористи, често се радва на широка обществена подкрепа.
Примери:
- Блокиране на про-севернокорейски сайтове от Южна Корея[42]
- Блокиране на сайтове на групи, които подклаждат домашни конфликти в Индия
- Блокиране на сайтове на Мюсюлманското братство в някои държави от Близкия Изток
- Блокиране на УикиЛийкс[43]
- Блокиране на сайтове като 4chan, за които се смята, че са свързани с групата на Анонимните[44]

### Защита на съществуващите икономически интереси и авторски права
Защитата на съществуващите икономически интереси понякога служи за мотивация за блокиране на нови интернет услуги, като например нискотарифни телефонни услуги, които използват VoIP. Тези услуги могат да намалят клиентелата на телекомуникационните компании, много от които се радват на укрепена монополна позиция и някои от които се спонсорират или контролират от правителството. Активистите против авторските права се съмняват, че цензурирането на детската порнография може да се използва като претекст от организациите, лобиращи за авторски права, да накарат политиците да прокарат подобни закони за блокиране на сайтове, нарушаващи авторски права.
Примери:
- Сайтове за споделяне на файлове и P2P, като например The Pirate Bay
- Skype
- Сайтове, които разпространяват музика, но не се одобряват от праводържателите

### Мрежови инструменти
Блокирането на посредничещите инструменти и приложения в интернет, които могат да помагат на потребителите, които се опитват да използват или споделят определени материали, е разпространена практика в много държави.
Примери:
- Сайтове за споделяне на медия (като Flickr и YouTube)[46]
- Социални мрежи (Facebook)
- Сайтове и инструменти за превод
- Доставчици на е-поща
- Сайтове за уеб хостинг
- Сайтове за хостване на блогове (Blogger)
- Сайтове за микроблогове (Twitter и Sina Weibo)[47]
- Уикипедия
- Анонимни междинни сървъри и прокси сървъри
- Търсачки като Bing[48] и Google[49], особено в Китай и Куба[50]

### Информация относно индивиди
„Правото да бъдеш забравен“ е идея, която се дискутира и прилага в Европейския съюз. През май 2014 г. Европейският съд отсъжда срещу Гугъл и в полза на Марио Гонзалес – случай, повдигнат от испанец, който поисква премахването на връзка към дигитализирана статия от 1998 г. във вестник La Vanguardia относно аукцион за неговата къща, създаден поради дълг, който впоследствие той е платил. Първоначално той се опитва да премахне статията като се оплаква на Агенцията за защита на данните в Испания, която отхвърля искането му въз основа на това, че тя е законна и точна, но приема оплакването му срещу Гугъл и пуска заявка към Гугъл за премахване на резултата. Гугъл от своя страна дава Испания под съд, а процесът е прехвърлен към Европейския съд. Съдът отсъжда в полза на Гонзалес, тъй като търсачките са отговорни за съдържанието, което предлагат и следователно Гугъл е трябвало да се съобрази с европейски законни за поверителност на данните. На 30 май 2014 г. Гугъл започват да сътрудничат и получават около 12 000 заявки за премахване на лични данни от търсачката си.

## По света
Широкомащабно
  Значително
  Избирателно
  Малко или никакво
  Няма данни
Докато все повече хора на повече места започват да използват интернет за важни дейности, има повишаване в онлайн цензурата чрез все по-сложни техники. Мотивите, мащабът и ефективността на интернет цензурата варира в широки граници от страна до страна. Държавите, които задължават филтрирането, се групират в три главни региона на света: Източна Азия, Централна Азия и Близък Изток/Северна Африка.
Държавите в другите региони също практикуват определени форми на филтриране. В САЩ интернет филтрирането се прилага на някои компютри в библиотеки и училища. Съдържание, отнасящо се за нацизъм или отричане на Холокоста, се блокира във Франция и Германия. Детската порнография и езикът на омразата се блокират в много държави по света. Всъщност, много страни по света, включително някои демократични такива с дългогодишни традиции в подкрепата на свободата на словото и свободата на пресата, също се занимават в известна степен с онлайн цензура, често със значителна подкрепа от обществото.
Цензурата на интернет в Китай е сред най-строгите в света. Правителството блокира уебсайтове, които дискутират Далай Лама, събитията на площад Тянанмън от 1989 г., забранената духовна практика на Фалун Гонг, както и много сайтове с общ характер. Правителството изисква търсачките и медиите да цензурират проблеми, считани официално за „обидни“, и блокира достъпа до чуждестранни сайтове като Facebook, Twitter и YouTube. Според скорошни проучвания, цензурата в Китай се използва, за да се заглушат външните правителства, които се опитват да подбудят създаването на групи от хора с каквато и да е цел, независимо дали са против, за или без връзка с правителството. Правителството позволява на китайците да казват каквото искат за държавата, лидерите ѝ и политиката ѝ, тъй като разговорите на каквато и да е тема, несвързани с колективни действия, не се цензурират. Стойността, която китайското ръководство намира чрез позволяването и измерването на критиките на стотици милиони китайци, дава информация за действие за тях и за анализаторите на обществените политики.

### Доклади, оценки и тенденции
Има местна версия на сайта
  Достъпен
  Блокиран
  Предишно блокиран

Подробна информация относно интернет цензурата страна по страна се предоставя от OpenNet Initiative, Репортери без граници и Freedom House.

#### Доклади на OpenNet
През 2010 г. OpenNet Initiative документира интернет филтрирането от правителствата на 40 държави по света. Нивото на филтриране в 26 държави към 2007 г. и 25 държави към 2009 г. е класифицирано по области: политика, общество и сигурност. От 41 държави, 7 не показват признаци за филтриране и в трите области (Египет, Франция, Германия, Индия, Украйна, Великобритания и САЩ), докато една показва признаци за широкомащабни филтриране в трите области (Китай), а 13 имат мащабно филтриране в една или повече области и 34 имат средно ниво на филтриране в една или повече области. От 10 държави, класифицирани през 2007 и 2009 г., една е намалила нивото си на филтриране (Пакистан), пет са покачили нивото си на филтриране (Азербайджан, Беларус, Казахстан, Южна Корея и Узбекистан), а четири поддържат същото ниво на филтриране (Китай, Иран, Мианмар и Таджикистан).

#### Доклади на Freedom House
Доклад от 2011 г. на Freedom House сочи, че от 37 проучени държави, 8 са оценени като „свободни“, 18 като „частично свободни“, а 11 като „несвободни“. В доклада си от 2009 г. посочват, че от 15 проучени държави, 4 са „свободни“, 7 са „частично свободни“, а 4 са „несвободни“. От 15 проучени държави през 2009 и 2011 г., 5 се движат в посока към интернет свобода, 9 се движат към по-малко интернет свобода, а една не се е променила в това отношение.
Доклад от 2014 г. оценява 65 държави и отбелязва, че 36 държави търпят отрицателна траектория на интернет свободата в сравнение с предходната година, като най-значителен упадък бележат Русия, Турция и Украйна. Според доклада, малко държави демонстрират какъвто и да е напредък по свободата на интернет, а подобренията, които са записани, отразяват по-хлабавото приложение на съществуващия контрол и не толкова нови стъпки, предприети от правителствата за активно повишаване на интернет свободата. Най-голямо подобрение за годината се наблюдава при Индия, където забраните на съдържание и достъп се облекчават от това, което е наложено през 2013 г. за потушаване на бунтовниците в североизточните части на страната. Значително подобрение бележат и Бразилия.

#### Доклади на Репортери без граници
През 2006 г. Репортери без граници започват да публикуват списък с държави „врагове на интернет“. Организацията класифицира дадена държава като враг на интернет не само поради нейния капацитет за цензура на новините и онлайн информацията, но и заради нейните систематични репресии на интернет потребителите. През 2007 г. е добавен втори списък с държави „под наблюдение“.
| Врагове на интернет: - Бахрейн: 2012–наши дни - Беларус: 2006 – 2008, 2012–наши дни - Китай: 2008–наши дни - Куба: 2006–наши дни - Етиопия: 2014–наши дни - Индия: 2014–наши дни - Иран: 2006–наши дни - Северна Корея: 2006–наши дни - Пакистан: 2014–наши дни - Русия: 2014–наши дни - Саудитска Арабия: 2006–наши дни - Судан: 2014–наши дни - Сирия: 2006–наши дни - Туркменистан: 2006–наши дни - Обединени арабски емирства: 2014–наши дни - Великобритания: 2014–наши дни - САЩ: 2014–наши дни - Узбекистан: 2006–наши дни - Виетнам: 2006–наши дни Бивши врагове на интернет: - Египет: 2006 – 2010 - Мианмар: 2006 – 2013 - Тунис: 2006 – 2010 | Държави под наблюдение: - Австралия: 2009–наши дни - Египет: 2011–наши дни - Еритрея: 2008 – 2009, 2011–наши дни - Франция: 2011–наши дни - Казахстан: 2008–наши дни - Малайзия: 2008 – 2009, 2011–наши дни - Южна Корея: 2009–наши дни - Шри Ланка: 2008 – 2009, 2011–наши дни - Тайланд: 2008–наши дни - Тунис: 2011–наши дни - Турция: 2010–наши дни Бивши държави под наблюдение: - Бахрейн: 2008 – 2009 и 2011 - Беларус: 2009 – 2011 - Индия: 2008 – 2013 - Йордания: 2008 - Либия: 2008 и 2011 - Русия: 2010 – 2013 - Таджикистан: 2008 - Обединени арабски емирства: 2008 – 2013 - Венецуела: 2011 - Йемен: 2008 – 2009 |

Списъкът с държави врагове на интернет е въведен през 2006 г. с първоначални 13 държави. След това се разраства, но не е бил обновяван след 2014 г. Списъкът с държави под наблюдение е въведен през 2008 г. с първоначални 10 държави. След това е разширен, но последно е обновен през 2012 г.

### Прозрачност на филтрирането и блокирането
Сред страните, които филтрират и блокират онлайн съдържание, малко открито признават или разкриват тези свои дейности. Най-често държавите са непрозрачни и/или подвеждащи относно блокирането на достъпа до политическа информация. Например:
- Саудитска Арабия и Обединените арабски емирства са сред малкото държави, които публикуват подорбна информация относно своята филтрираща дейност и показват съобщение, че потребителят се опитва да види блокирано съдържание. Блокираните сайтове са главно порнографски или насочени срещу съответните държави и/или исляма.
- За разлика от тях, държави като Китай и Тунис пращат на потребителя фалшива грешка. Китай блокира заявките на потребителите към забранен сайт още в транспортния слой, което връща грешка при свързване. Това възпрепятства IP адресът на потребителя да прави повече HTTP заявки за определено време, което се представя на потребителя като „time-out“ грешка без обяснение. Тунис е променил функционалността на SmartFiler така, че потребителите, опитващи се да посетят блокирани сайтове, получават фалшива грешка „file not found“.
- В Узбекистан потребителите, посещаващи забранени сайтове, често получават съобщение, че сайтът е блокиран, поради наличие на порнографски материали, дори когато страницата въобще не съдържа порнография. Узбекистанските интернет доставчици могат и да пренасочват заявките на потребителите към други сайтове, които са подобни на забранените, но съдържат различна информация.[71]